# Relais 4 × 400 mètres féminin aux championnats du monde d'athlétisme en salle 2014
Navigation
2012 2016
Le relais 4 × 400 m féminin des Championnats du monde en salle 2014 s'est déroulé les 8 et 9 mars 2014 à l'Ergo Arena de Sopot, en Pologne.

## Résultats

### Finale
La finale est remportée par le relais américain en 3 min 24 s 83, devant les jamaïcaines qui battent leur record national. Le Royaume-Uni complète le podium.
Le relais russe, initialement 4e, est disqualifié après le contrôle positif de Kseniya Ryzhova à la trimétazidine, une substance interdite depuis janvier 2014.
| Rang               | Pays        | Athlètes                                                                   | Temps         | Notes |
| ------------------ | ----------- | -------------------------------------------------------------------------- | ------------- | ----- |
| Médaille d'or      | États-Unis  | Natasha Hastings, Joanna Atkins, Francena McCorory, Cassandra Tate         | 3 min 24 s 83 | WL    |
| Médaille d'argent  | Jamaïque    | Patricia Hall, Anneisha McLaughlin, Kaliese Spencer, Stephanie McPherson   | 3 min 26 s 54 | NR    |
| Médaille de bronze | Royaume-Uni | Eilidh Child, Shana Cox, Margaret Adeoye, Christine Ohuruogu               | 3 min 27 s 90 | SB    |
| 4                  | Pologne     | Ewelina Ptak, Małgorzata Hołub, Patrycja Wyciszkiewicz, Justyna Święty     | 3 min 29 s 89 |       |
| 5                  | Nigeria     | Omolara Omotoso, Folashade Abugan, Bukola Abogunloko, Patience Okon George | 3 min 31 s 59 |       |
| DQ                 | Russie      | Olga Tovarnova, Alena Tamkova, Yuliya Terekhova, Kseniya Ryzhova           | 3 min 28 s 39 |       |

## Légende
Records et Performances
- AR : Record continental (area record)
- CR : Record des championnats (championship record)
- MR : Record du meeting (meet record)
- NR : Record national (national record)
- OR : Record olympique (olympic record)
- PR : Record paralympique (paralympic record)
- PB : Record personnel (personal best)
- SB : Meilleure performance personnelle de la saison (season's best)
- WL : Meilleure performance mondiale de l'année (world leader)
- WJR : Record du monde junior (world junior record)
- WR : Record du monde (world record)

Circonstances et Conditions
- DNF : N'a pas terminé (did not finish)
- DNS : N'a pas pris le départ (did not start)
- DQ : Disqualification (disqualification)
- NM : Aucun essai valable enregistré (No Mark)
- Q : Qualifié « directement » au prochain tour (ou à la prochaine compétition), lors d'une compétition majeure, grâce au classement ou à la réalisation des minima (automatic qualifier)
- q : Qualifié au prochain tour (ou à la prochaine compétition), lors d'une compétition majeure, grâce au repêchage ou à la réalisation de l'une des meilleures performances parmi celles des « non qualifiés directement » (grâce au meilleur temps ou à la meilleure distance par exemple) (secondary qualifier)